# Золотовский, Константин Дмитриевич
Константин Дмитриевич Золотовский (1904—1994) — военный моряк, водолаз, писатель.

## Биография
Родился 20 декабря 1903 года (2 января 1904 года по новому стилю) на острове Сахалин в с. Андрее-Ивановское (сейчас село Белое), куда его отец был сослан на семь лет. По возвращении на материк семья жила в Иркутске. В 17 лет вступил в комсомол, был бойцом ЧОН.
В 1923 году поступил на службу в Балтийский Флот. В 1932 году окончил Военно-морской водолазный техникум в Кронштадте. 18 лет служил водолазом в составе ЭПРОН (Экспедиция Подводных Работ Особого Назначения) — организации, созданной по указанию Ф. Э. Дзержинского Особым отделом ОГПУ. Участник Великой Отечественной войны — принимал непосредственное участие в обороне военно-морской базы на полуострове Ханко, блокадник.
Печатался с 1924 года. Автор сборников рассказов: «Подводные мастера» (1933), «Бешеная акула» (1940), «Подводные солдаты» (1949), повести «Капитан Лаце» (1937). Рисуя жизнь водолазов в своих произведениях, раскрывал романтику их профессии.

В 1930-е годы, во время работы в ЭПРОНе, по собственному свидетельству, нашедшему отражение в рассказе «Девятка», стал свидетелем обнаружения на морском дне затонувшего в 1893 году у берегов Финляндии броненосца «Русалка» и довольно точно указал глубину и положение судна:
Семьдесят семь метров.

– Я на грунте, — доложил водолаз. — Осматриваюсь. Судно. Лежит торчком на высокой скале.

– «Девятка»?

– Нет.

– «Единорог»?

– Нет. Броненосец! <…>

– «Русалка», — сообщил Разуваев.
По произведению К. Д. Золотовского «Капитан Лаце» в 1940 году кинорежиссером В. Н. Журалевым был снят популярный приключенческий фильм «Гибель Орла».

## Награды
- Награждён орденами и медалями СССР.